# Amstelhotel

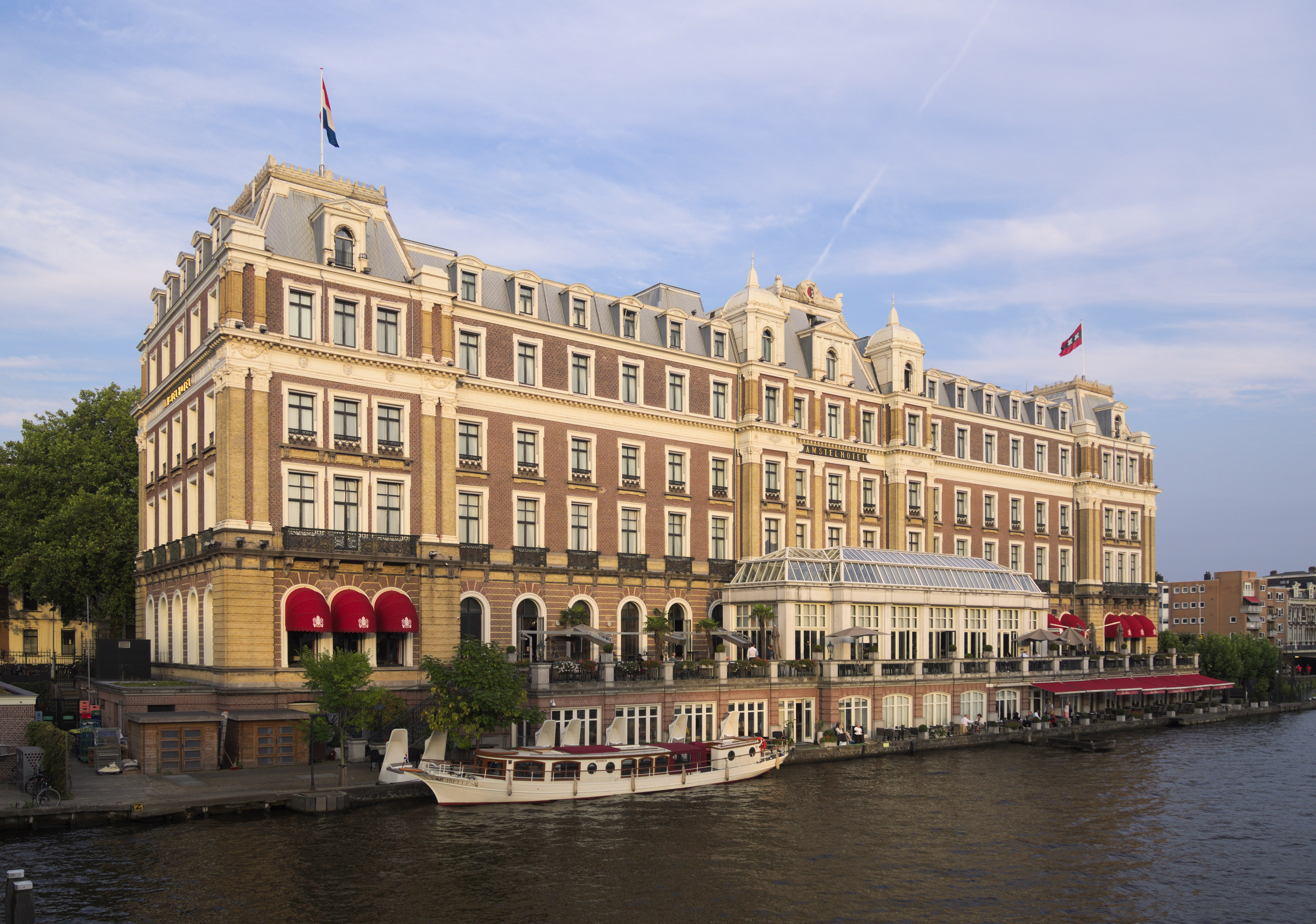
Amstelhotel, 2016

Das Amstelhotel (auch Amstel Hotel, offizielle Bezeichnung InterContinental Amstel Amsterdam) ist eines der namhaftesten Hotels in den Niederlanden. Das 1866 bis 1867 als erstes Amsterdamer „Grand Hôtel“ errichtete Haus befindet sich südöstlich des Grachtengürtels am Professor Tulpplein 1 direkt am Ufer der Amstel. Das Gebäude steht seit 1974 als Rijksmonument unter Denkmalschutz.

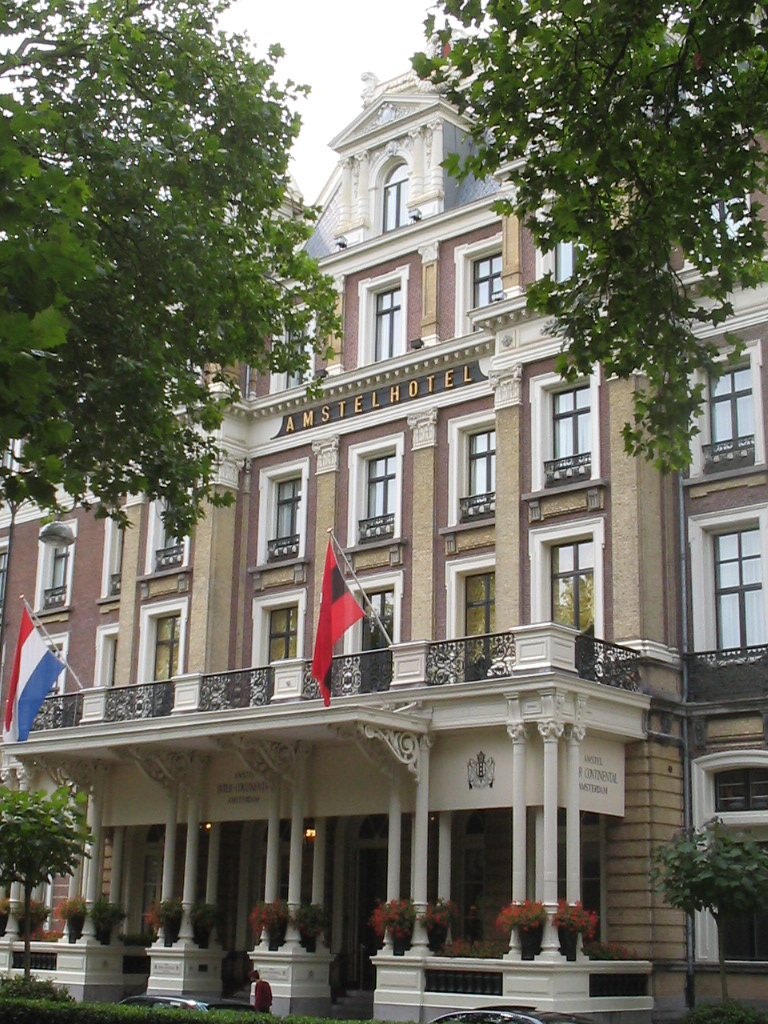
Der Eingang am Professor Tulipplein

Der Amsterdamer Arzt und Philanthrop Samuel Sarphati (1813–1866) finanzierte und organisierte den Bau zahlreicher Einrichtungen und Gebäude, die Mitte des 19. Jahrhunderts zur positiven Stadtentwicklung beitrugen. 1863 präsentierte Sarphati die Pläne zum Amstelhotel, die der renommierte Architekt Cornelis Outshoorn in seinem Auftrag entworfen hatte.
Als typischer Vertreter des Eklektizismus verwendete Outshoorn verschiedene Stile. So weist der Giebel vor allem klassizistische Elemente auf, während die Inneneinrichtung dem Stil der Renaissance entspricht. Die ursprünglichen Pläne sahen vier Gebäudeflügel mit einem Hauptflügel an einem projektierten Boulevard (heute Sarphatistraat) vor. Aufgrund von Problemen bei der Finanzierung und des zwischenzeitlichen Todes des Bauherren wurde letztlich nur ein Gebäudeflügel gebaut. 1867 erfolgte die Eröffnung des Prestigebaus.

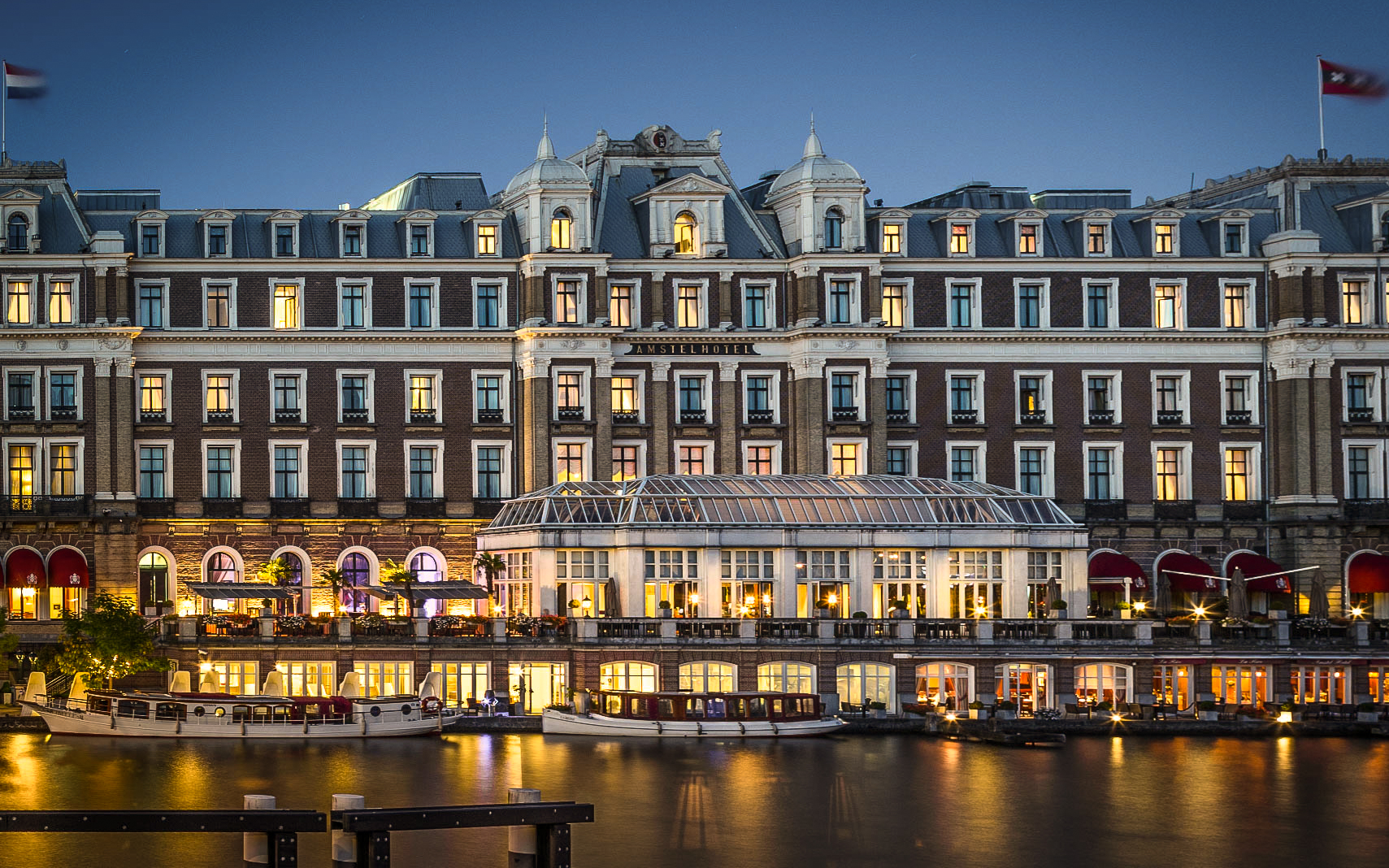
Amstelhotel, Amstelseite bei Nacht.

1885 wurde das Hotel mit einem Aufzug ausgestattet, 1892 folgte der Anschluss an das Stromnetz. 1899 bis 1900 erhielt das Hotel ein weiteres Geschoss nach Plänen des Architekten Dirk Margadant. Das breite Gesims über der dritten Etage deutet noch heute die frühere Höhe des Gebäudes an. Ab 1917 gab es im Hotel fließendes Wasser. 1953 wurde ein Teil der Terrasse an der Amstel verglast. Der heutige Wintergarten wurde während einer zweijährigen Renovierung im Jahr 1992 errichtet.
Das Amstelhotel gehörte viele Jahre zur InterContinental Hotels Group, die das Haus im Jahr 2006 an die US-amerikanische Bank Morgan Stanley verkaufte. 2011 wurde der Libanesische Geschäftsmann Toufic Aboukhater Eigentümer des Hotels. Die Verwaltung bleibt weiterhin in den Händen der InterContinental Hotels Group.

Zu den bekanntesten Gästen des Hotels zählten Queen Elizabeth II., Henry Kissinger, Audrey Hepburn, Steven Spielberg, Rihanna, The Rolling Stones, U2 und Robbie Williams. Das Amstelhotel ist heute ein Fünf-Sterne-Hotel mit 55 Zimmern und 24 Suites. Es verfügt über ein Schwimmbad, einen Fitnessraum, eine Bar, eine Brasserie sowie das mit einem Michelin-Stern ausgezeichnete Restaurant La Rive. 

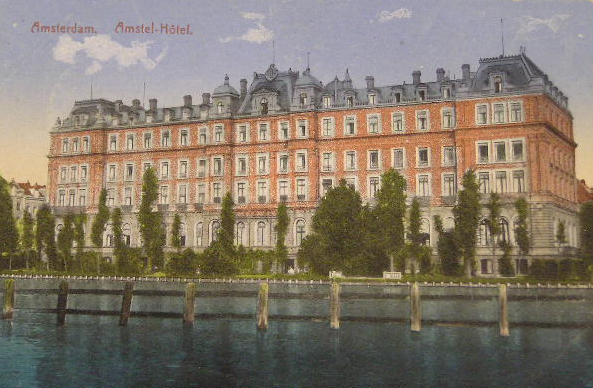
Amstelhotel, um 1923